# Jonas Thürschweller
Jonas Thürschweller (* 6. März 2002 in Deutschlandsberg) ist ein österreichischer Fußballspieler.

## Karriere
Thürschweller begann seine Karriere beim SV Eibiswald. Zur Saison 2013/14 wechselte er in die Jugend des Deutschlandsberger SC. Zur Saison 2016/17 kam er in die Akademie der Kapfenberger SV.
Im März 2019 spielte er erstmals für den ASC Rapid Kapfenberg, der Drittmannschaft der KSV, in der sechsthöchsten Spielklasse. Im August 2019 kam er gegen den SVU Murau zu seinem ersten Einsatz für die zweite Mannschaft in der fünftklassigen Oberliga. Im Juni 2020 debütierte er bei seinem Kaderdebüt für die Profis der Steirer in der 2. Liga, als er am 21. Spieltag der Saison 2019/20 gegen den FC Dornbirn 1913 in der 56. Minute für Paul Sarac eingewechselt wurde. Insgesamt kam er für Kapfenberg zu vier Zweitligaeinsätzen, die er aber alle in der Saison 2019/20 absolvierte. Zwischen 2020 und 2023 spielte er dann wieder ausschließlich für die Amateure der Steirer in der Oberliga.
Zur Saison 2023/24 wechselte Thürschweller zum viertklassigen SC Bruck/Mur. Für Bruck absolvierte er 28 Partien in der Landesliga, aus der der Verein zu Saisonende aber abstieg. In der nachfolgenden Spielzeit absolvierte er 21 Spiele in der fünftklassigen Oberliga Nord, steuerte zwei Treffer bei und belegte mit der Mannschaft im Endklassement Rang 1, was den Wiederaufstieg in die steirische Landesliga bedeutete.